# Kirche Rebelow

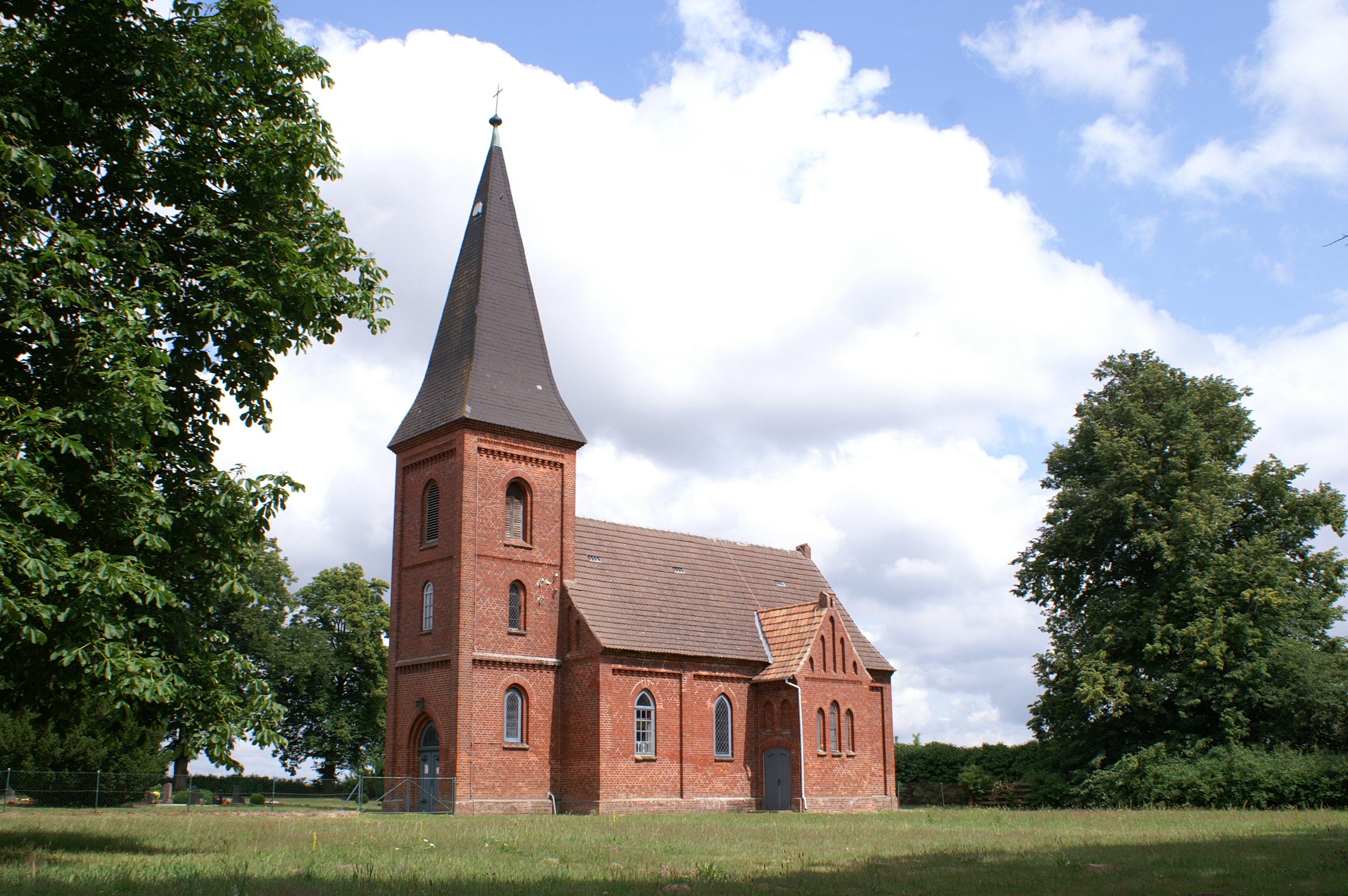
Kirche Rebelow

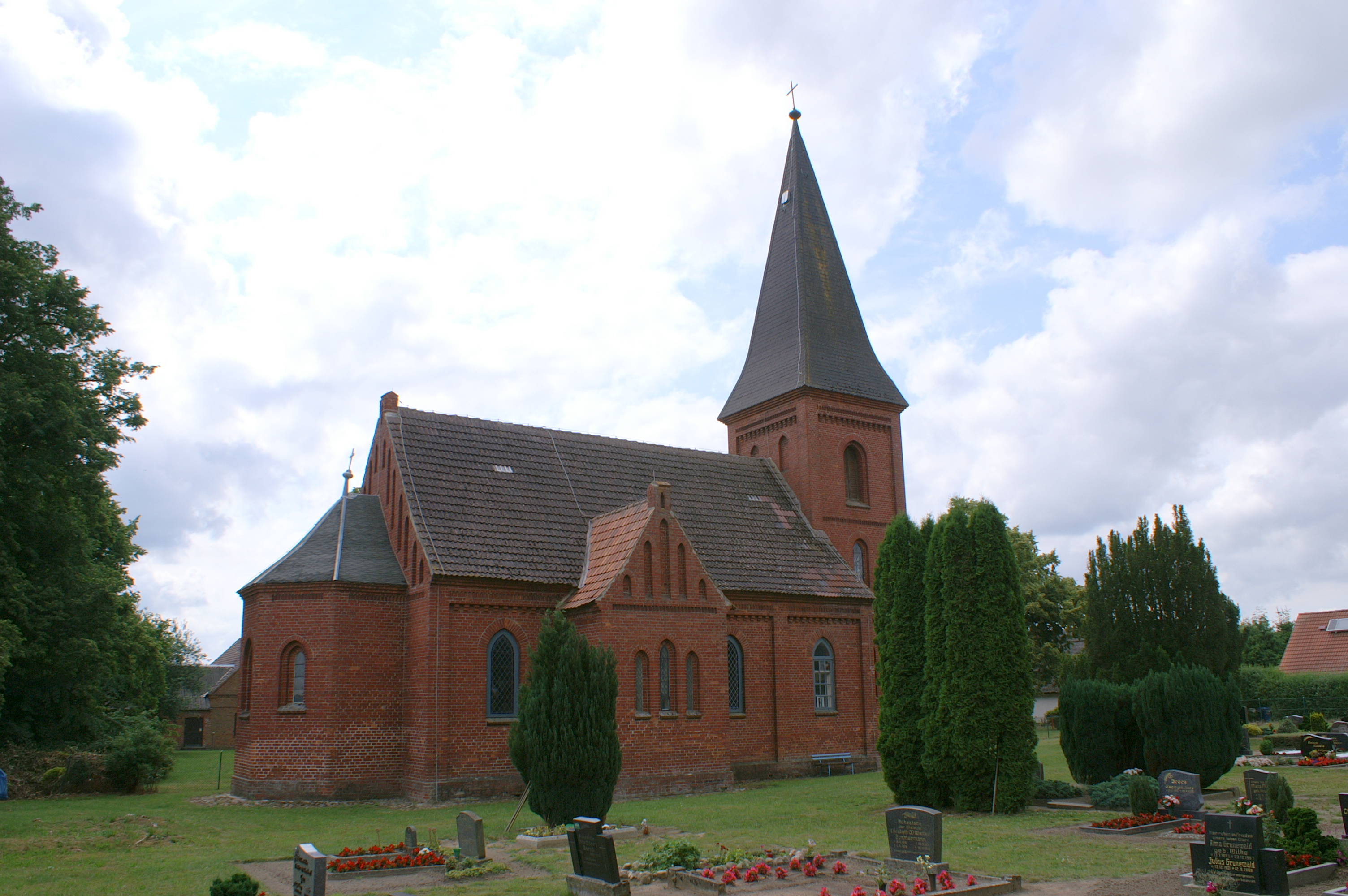
Ansicht von Osten

Die Kirche Rebelow ist ein denkmalgeschütztes Kirchengebäude im Ortsteil Rebelow der Gemeinde Spantekow im Landkreis Vorpommern-Greifswald. Sie gehört zur Kirchengemeinde Spantekow in der Propstei Pasewalk des Pommerschen Evangelischen Kirchenkreises der Evangelisch-Lutherischen Kirche in Norddeutschland.
Eine frühere Kirche bestand bis in die erste Hälfte des 17. Jahrhunderts im Ort, sie verfiel ab 1620. 1892 wurde eine neue Kirche in historisierenden Formen errichtet. In der Zeit der Wende wurde die Kirche renoviert.
Der Backsteinbau hat eine eingezogene polygonale Apsis und ein niedrigeres Querschiff. Die Seitenwände von Kirchenschiff und Westturm sind mit Lisenen und Friesen gegliedert. Der dreigeschossige Turm hat einen rechteckigen Grundriss und einen Helm mit Pyramidendach.
Im Inneren befindet sich eine hölzerne Tonnengewölbedecke.